# Петрос Персакіс
Петрос Персакіс (грец. Πέτρος Περσάκης, 1879, Афіни — 1952) — грецький спортивний гімнаст, двічі призер літніх Олімпійських ігор 1896 в Афінах.
Спочатку Петрос Персакіс команди гімнастичного союзу Панеллініос посів друге місце в командному змаганні на брусах. У складі цієї команди також виступали Ніколаос Андріакопулос, Томас Ксенакіс, капітаном команди був Сотіріос Атанасопулос.
Пізніше Петрос Персакіс посів третє місце у вправах на кільцях, пропустивши вперед співвітчизника Іоанніса Мітропулоса і німця Германа Вайнгертнера.